# Paars (Aisne)
Paars is een dorp en gemeente in het Franse departement Aisne (regio Hauts-de-France) en telt 320 inwoners (2020). Het maakt deel uit van het arrondissement Soissons.
Het dorp werd in 1176 al genoemd als "Pars" en in 1205 als "Partes".
Het heeft een gotische kerk, en een kasteel uit de 18e eeuw.

## Demografie
Onderstaande figuur toont het verloop van het inwonertal (bron: INSEE tellingen).
Vanwege een beveiligingsprobleem met de MediaWiki Graph-software is het momenteel niet mogelijk deze grafiek weer te geven. Zodra de software is bijgewerkt zal de grafiek vanzelf weer zichtbaar worden.